# Darran Valley
Darran Valley är en community i Storbritannien.   Den ligger i kommunen Caerphilly och riksdelen Wales, i den södra delen av landet, 220 km väster om huvudstaden London.
De största byarna i Darran Valley är Deri och Fochriw.